# Cinc-en-rama
El cinc-en-rama, gram negre, gram porquí o peu de Crist (Potentilla reptans, del llatí potentia, de força + illa, que és un diminutiu referint-se a molt poder astringent en una petita flor i reptans, derivat del comportament de la planta que creix arran de terra) és una planta herbàcia de la família de les rosàcies (Rosaceae) present a bona part d'Europa, Àfrica, Àsia i Amèrica del Nord sobretot en zones humides. A Catalunya és freqüent arreu de tot el territori.

## Ecologia
És una planta cosmopolita és a dir present per diverses zones del planeta (en aquest cas Europa, Amèrica del Nord, per Àfrica i també per part d'Àsia). Es troba en les contrades mediterrànies, corresponents a les diverses províncies de la regió Mediterrània, com el País Valencià, el Principat de Catalunya i les Illes Balears. Al Principat la trobem en totes les províncies. És, per tant, pluriregional. Prefereix els prats humits, les vores dels camins (ruderal), les séquies, les jonqueres i els herbeis dels sòls humits, compactes. És una planta d'estatge montà o muntanya mitjana humida o subhumida. Creix en terrenys situats entre el nivell del mar i els 1.700 metres d'altitud i, ocasionalment, pot trobar-se en indrets fins als 1950 metres per sobre del nivell del mar. Floreix des del gener fins ben bé l'octubre.

## Descripció
És una planta herbàcia perenne pertanyent al grup dels Hemicriptòfits (presenta les gemmes persistents situades arran de terra). Està formada per un cep gruixut del que en surten diverses branques que s'arrosseguen per terra. Aquestes són primes i de color rogenc. De tant en tant es formen uns nusets dels quals en surt una fulleta sostinguda per una llarga branqueta. La fulla està formada per cinc fulletes més petites (d'aquí en ve el seu nom) i dona lloc a una forma palmada. Del nuset també en naixen flors, d'una en una, sense unir-se les unes amb les altres. Aquesta herba glabrescent o més o menys pilosa té unes vistoses flors grogues, núcules glabres i folíols sovint oblongo-cuneïformes o bé dentats fins més avall de la meitat. Els seus estolons herbacis són llargs i prims, repents, radicants als nusos, amb flors solitàries (rarament geminades) a l'axil·la de les fulles, en els estolons. Les seves fulles són llargament peciolades, amb 5 folíols amb 15-20 dents. Cada pecíol presenta pubescència curta (longitud dels pèls no gaire superior al diàmetre del pecíol) i pot arribar fins als 6 cm. Les flors del periant mesuren d'1,5 a 3 centímetres de diàmetre, i els segments del colicle són ordinàriament més llargs que els sèpals. Presenta unes núcules rugoses. El calze està format per 5 sèpals triangulars de 4 a 7 mm, i la corol·la està formada per 5 pètals de 6 a 12 mm.
La cinc-en-rama és una planta monoica, amb flors hermafrodites on l'androceu presenta 20 estams i el gineceu més de 50 carpels lliures (gineceu pluricarpel·lar apocàrpic). El fruit és de tipus múltiple o col·lectiu, ja que és en poliaqueni, amb aquenis lliures.

## Farmacologia
Amb finalitats medicinals s'utilitza l'arrel, el rizoma i les fulles d'aquesta planta. El cep es cull al final del període vegetatiu, just abans que la planta comenci a assecar-se. Les fulles tenen un gust agradable i són mucil·laginoses.
La composició química d'aquesta planta no està molt ben definida. Se sap que conté abundants tanins catèquics, polienols i parts d'oli essencial. Els tanins exerceixen una acció astringent, i per això s'utilitza popularment com a antidiarreic. També té acció hemostàtica, digestiva, antiinflamatòria i cicatritzant. Totes aquestes qualitats afavoreixen que aquesta planta sigui recomanada com a remei natural en diarrees (sobretot si venen acompanyades de disbacteriosis, alteració de la flora microbiana intestinal), hemorroides, aftes i úlceres bucals, contusions, ferides i úlceres dèrmiques, blefaroconjuntivitis, parodontopaties, faringitis, rinitis, otitis, dermatitis, eritemes, prurit, vulvovaginitis i en general en tots aquells mals en els quals es necessita aconseguir l'efecte astringent. Cal destacar que popularment també s'ha utilitzat amb altres finalitats com reductora de la tensió sanguínia (hipotensor i hipoviscositzant plasmàtic), tot i que aquest ús no presenta fonaments científics.
Mètode d'utilització:
- Infusió per a glopejar. Vessar en una tassa d'aigua bullent 2 grams de les fulles assecades, filtrar el líquid al cap de 10 minuts i utilitzar-lo directament glopejant nombroses vegades.
- Decocció d'ús intern. Es bullen 30 grams per litre durant 10 minuts i es prenen de tres a quatre tasses al dia.
- En pols. O bé lliure o bé en càpsules, uns 2 a 4 grams per dia, repartits en petites dosis de 500 mg.
- Decocció d'ús extern. Com la decocció per a ús intern però aquesta vegada més concentrat, uns 50 grams per litre. Se sol aplicar en forma de compreses, irrigacions o locions.

## Toxicitat
La planta no presenta cap mena de toxicitat, però a causa de la presència d'importants quantitats de tanins, la Cinc-en-rama no hauria de ser consumida durant un llarg període, ja que pot produir gastritis, úlceres gastroduodenals (irritació de la mucosa gàstrica) o altres efectes secundaris.

## Observacions
La Cinc-en-rama també s'utilitza per tractar les febres periòdiques.
Es cultiva en cultius de regadiu.